# Volti

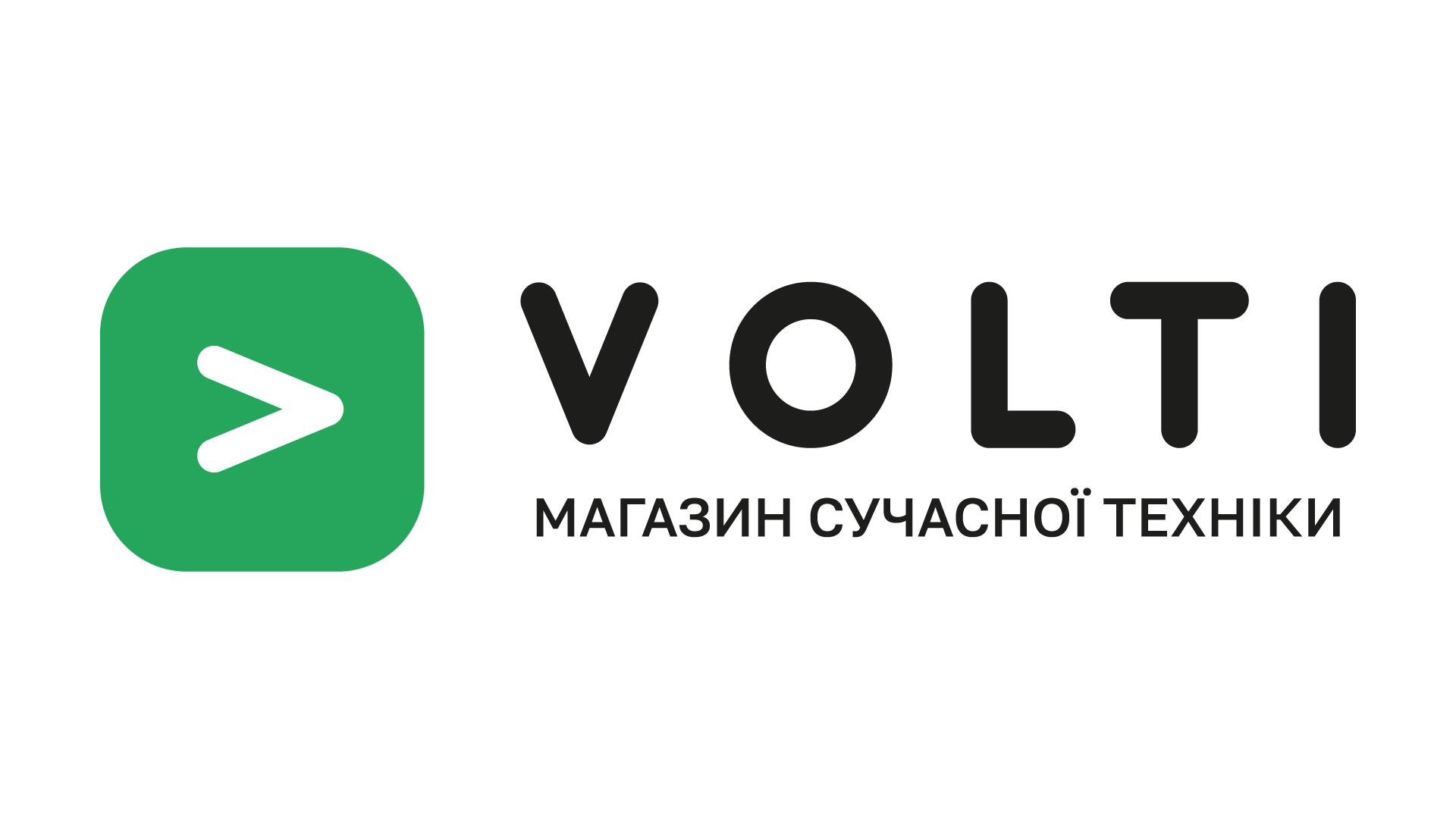
Логотип

VOLTI (Волті) — мережа магазинів побутової техніки та електроніки в Україні. Станом на листопад 2023 року мережа представлена 17 магазинами у Вінниці, Вінницькій та Кіровоградській області.
Також компанія займається онлайн продажами через власний інтернет-магазин Volti.ua.

## Історія компанії
Перший магазин був відкритий у Вінниці 28 лютого 2009 року, під назвою "ПМП Техніка".
Компанія почала стрімко розвиватися та відкривати свої магазини не тільки у Вінниці, а й в області.
10 березня 2020 року мережа робить ребрендинг магазинів зі зміною назви на VOLTI.